# إيباتيليه
إيباتيليه هي قرية تقع في إقليم ياش في رومانيا.